# Oszakai kastélypark

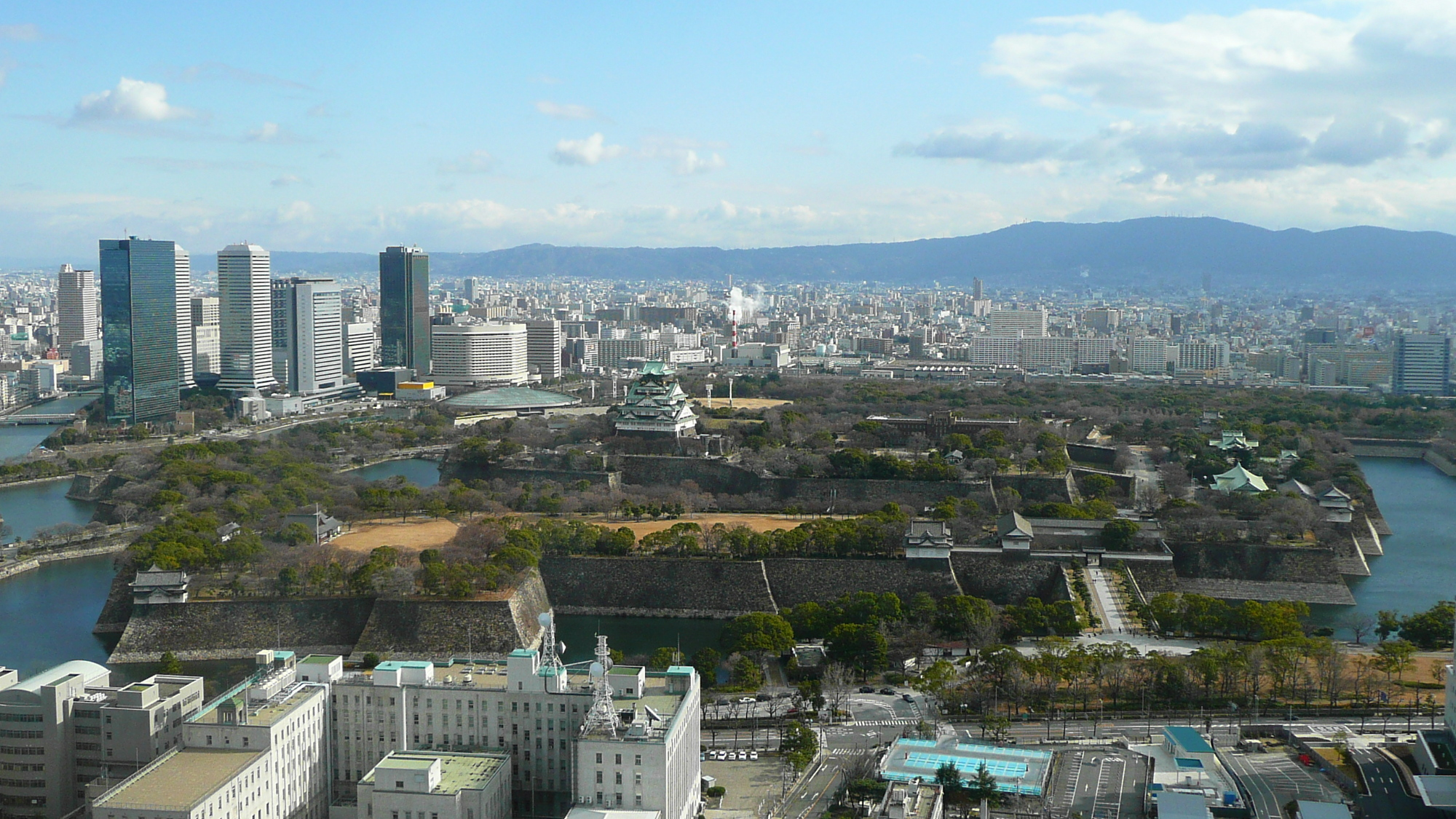
Az oszakai kastélypark látképe nyugat felől

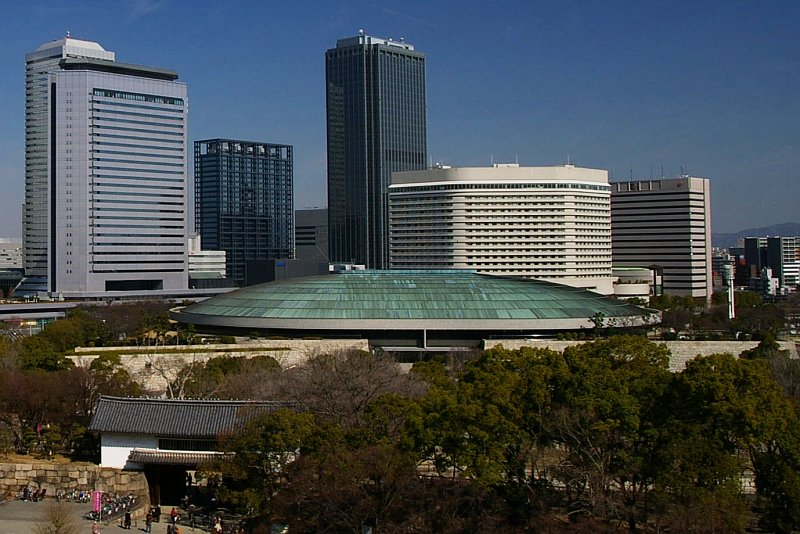
Az oszakai kastélycsarnok és az oszakai üzleti park

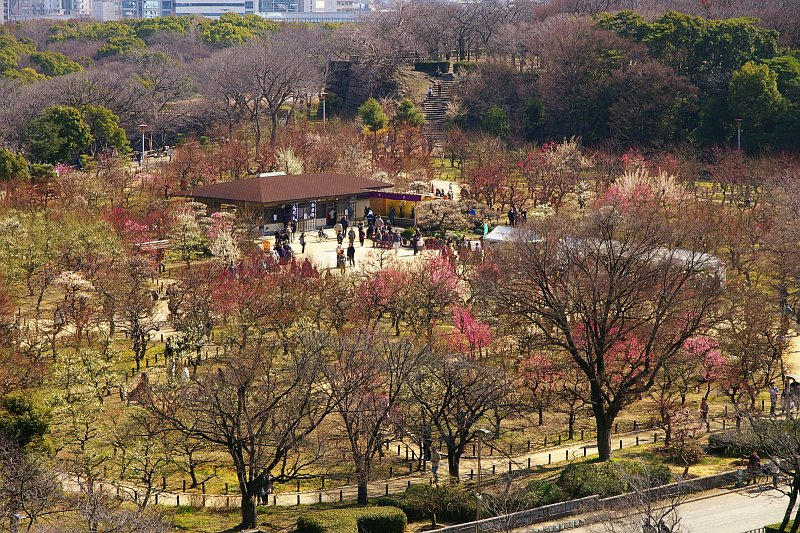
Szilvafakert

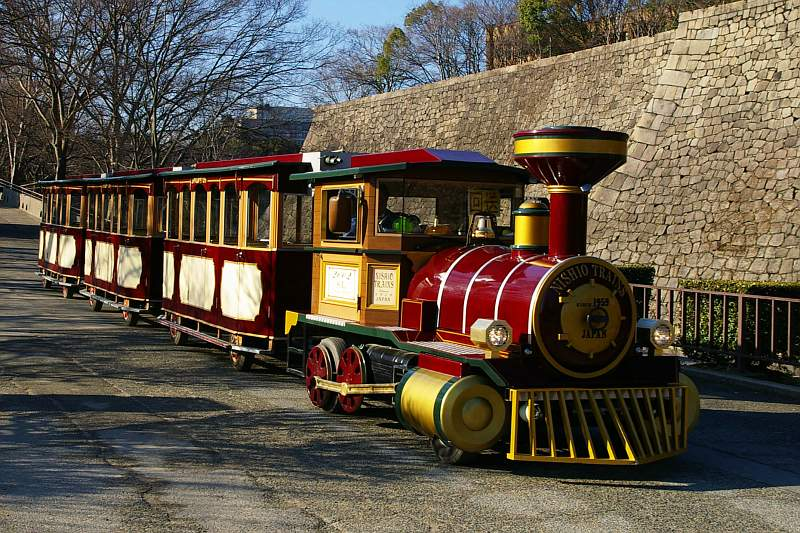
Kisvasút

Az oszakai kastélypark (大阪城公園; Hepburn: Osaka-jō Kōen) városi közpark és történelmi helyszín Japánban, Oszaka Csúó-ku városrészében. Az Ókava (Kjú-Jodo-folyó) déli partján terül el és nagy területet foglal magába Oszaka központjában. A kastélypark a második legnagyobb park a városban.
A park nagy múltra visszatekintő területre lett építve; a 15. században egy katonai erődítmény, az Isijama Hongan-dzsi állt a helyén. 1583-ban Tojotomi Hidejosi leromboltatta az Isijama Hongan-dzsit, helyére építette az oszakai várkastélyt. 1870-től 1945-ig az oszakai katonai fegyvergyár (Oszaka Hóhei Kósó) nagy helyet foglalt el területen, ám a második világháború vége felé, 1945. augusztus 14-én amerikai B–29 Superfortress bombázó repülőgépek megsemmisítő csapást mértek rá. A parkot 1931-ben megnyitották a nagyközönség számára, azonban területének jelentős hányadát a Japán Birodalmi Hadsereg használta. A második világháború után a legtöbb katonai építményt lebontották, helyükre a nyilvános parkot húzták.
A parkban található az oszakai kastélycsarnok, egy nagy atlétikai pálya, egy baseballpálya, egy labdarúgópálya, egy szabadtéri színház, egy szabadtéri koncertterem és az oszakai várkastély őrtornya. A torony tetejéről el lehet látni az oszakai-öböltől az Ikoma hegységig, melyet az oszakai-síkság ölel körbe. Hétvégenként utcai előadók lepik el a parkot. Tavasszal népszerű program a cseresznye és a szilvafák virágzásának megtekintése.

## Építmények

### Történelmi műemlékek
- Oszakai várkastély (大坂城 Oszaka-dzsó)
  - Őrtorony (天守閣 Tensu-kaku)
  - Aranyraktár (金蔵 Kinzó)
  - Szakura-kapu (桜門 Szakura-mon)
  - Tamon-kapu (多聞櫓 Tamon-jagura)
  - Óte-kapu (大手門 Óte-mon)
  - Aoja-kapu (青屋門 Aoja-mon)
  - Inui-ágyú (乾櫓 Inui-jagura)
  - Szengan-ágyú (千貫櫓 Szengan-jagura)
  - 6. ágyú (六番櫓 Rokuban-jagura)
  - 1. ágyú (一番櫓 Icsiban-jagura)
  - Belső várárok (内濠 Naigó)
  - Külső várárok (外濠 Gaigó)
- Isijama Hongan-dzsi emlékmű (石山本願寺推定地碑)
- A fenyőfa, melyen Rennjo lógatta a miseingjét (蓮如上人袈裟懸の松 Rennjo Sónin Keszakake no macu)
- Emlékmű, ahol Hidejori Tojotomi és édesanyja, Jodo-dono öngyilkosságot követett el (豊臣秀頼 淀殿ら自刃の碑)

### Szentélyek és templomok
- Hókoku-szentély (豊國神社 Tojokuni-dzsindzsa)
  - Kőkert (秀石庭 Szjuszeki-tei)
- Ikukunitama-szentély (生國魂神社お旅所 Ikukunitama-dzsindzsa otabi-so)
- Buddhista templom (無縁仏回向供養塔)

### Kulturális és sportlétesítmények
- Oszakai kastélycsarnok (大阪城ホール Oszaka-dzsó Hall)
- Az oszakai várkastély szabadtéri koncertterme (大阪城音楽堂 Osaka-dzsō ongakudó)
- Harcművészeti gyakorlóterem (修道館 Sudo-kan)
- Baseball- és atlétikai pálya (太陽の広場 Taijó no hiroba)
- Kjúdó gyakorlópálya (弓道場 Kjúdó-dzsó)
- Oszakai Nemzetközi Béke Központ (大阪国際平和センター Oszaka Kokuszai Heiva Centre)

### A nyilvános park építményei
- Nisi no maru kert (西ノ丸庭園 Nisi no maru teien)
  - Oszakai kormányzati vendégház (大阪迎賓館 Osaka geihin-kan)
  - Japán teaszoba (豊松庵 Tojomanu-an)
- Japánkert (日本庭園 Nihon teien)
- Szilvafa-kert (梅林 Bairin)
- Barackfa-kert (桃園 Momoen)
- Polgárok erdeje (市民の森 Simin no mori)
- Emlékmű-erdő (記念樹の森 Kinendzsu no mori)
- Vaszeda-erdő (早稲田の森 Vaszeda no mori)
- Visszaemlékezések erdeje (思い出の森 Omoide no mori)
- Marked Stone Place (刻印石広場 Kokuin szeki hiroba)
- Szökőkút

### Az országos földtani intézet építményei
- 2. fokozatú háromszögelési felmérőpont (二等三角点 大阪城)

### Kormányzati építményék
- Városi kormányzat, a park keleti területének épületeinek karbantartási hivatala
- Városi vízellátó cég, Óte-Mae vízellátó létesítmények (大手前配水池,大手前配水場 高地区ポンプ場)

### A Japán Birodalmi Hadsereg építményei
- A Japán Birodalmi Hadsereg 4. hadosztályának egykori főhadiszállása
- Az oszakai katonai fegyvergyár egykori kémiai laboratóriuma

### Egyéb építmények
- Oktatási torony (教育塔 Kjoiku-tou)
- 大阪社会運動顕彰塔
- Az Oszaka Suijō Bus oszakai várkastély kikötője (大阪城港)

### Parkolók
- Morinomija parkoló (森ノ宮駐車場)
- A Jōnan Bus parkolója (城南バス駐車場)

## Tevékenységek a parkban
- Szilvavirág-nézés: januártól márciusig
- Őszibarackvirág-nézés: március
- Cseresznyevirág-nézés: április

## Megközelíthetősége
A Temmabasi pályaudvar, a Tanimacsi Joncsóme pályaudvar, a Morinomija pályaudvar és az Oszakadzsókóen pályaudvar a parkhoz közel található.

## Galéria

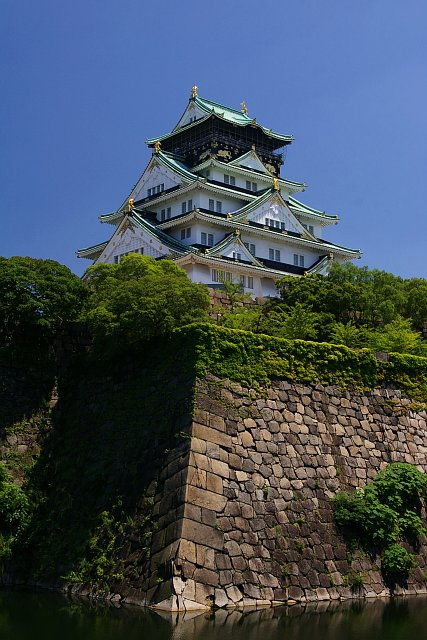
Őrtorony
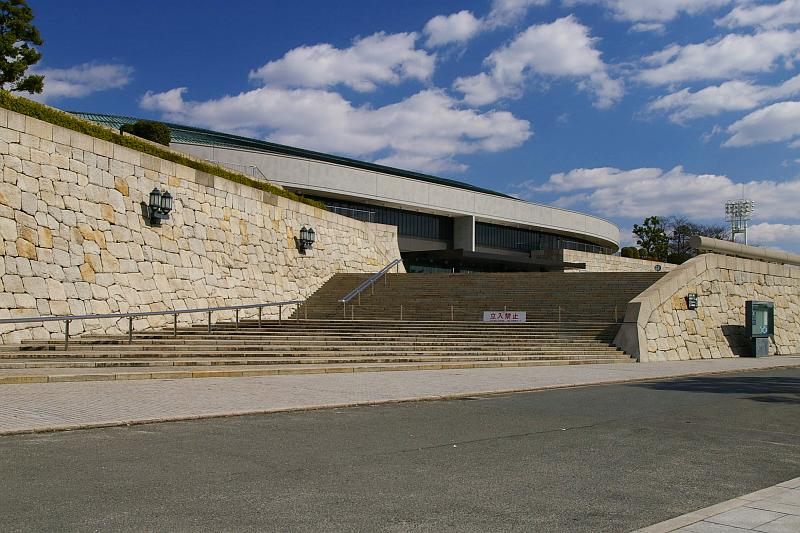
Oszakai kastélycsarnok
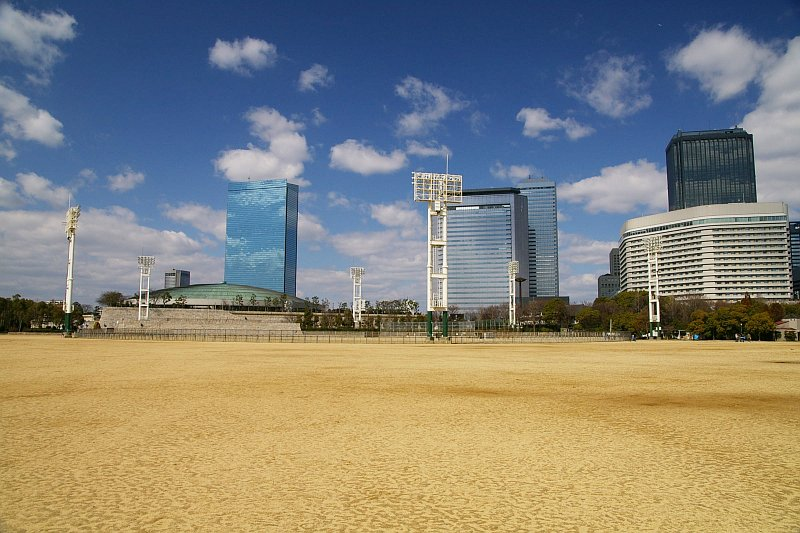
Atlétikai pálya
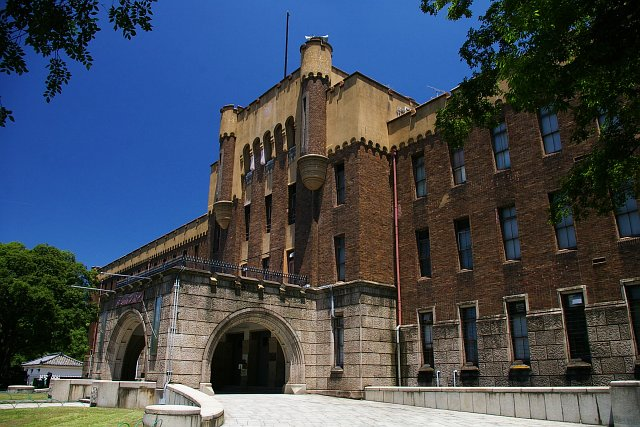
A 4. hadosztály egykori főhadiszállása